# Tiqqun 'olam
Tiqqun 'olam (in ebraico תיקון עולם‎?) è una frase in lingua ebraica che significa "riparare" o "perfezionare il mondo". Nell'ebraismo il concetto di tiqqun 'olam ha avuto origine nel periodo rabbinico iniziale, per ottenere nuovi significati nel medioevo nell'ambito della cabala ebraica e ulteriori connotazioni nell'ebraismo moderno.
L'espressione "tiqqun 'olam" è usata nella Mishnah nella frase mip'nei tiqqun ha-olam ("per il bene del tiqqun del mondo"), ad indicare che una pratica deve essere seguita non perché inclusa nella legge biblica ma perché aiuta ad evitare il caos sociale. Un esempio è contenuto in Gittin 4,2:
(Gittin, 4,2)
Per esempio un Talmid Chakham, lo studioso erudito di Torah, è paragonato al fuoco: come nel Pentateuco viene descritta la purificazione di alcuni oggetti tramite esso, così egli include il processo del Tiqqun.